# Miodrag Anđelković
Miodrag Anđelković (ur. 7 grudnia 1977 w Mitrowicy) – serbski piłkarz, grający na pozycji napastnika.